# Jeziora Szwajcarii
| Nazwa polska              |   | Nazwa miejscowa                     | Sortowanie        | Kantony (państwa)                         | Powierzchnia (km²) | Wysokość lustra (m n.p.m.) | Maksymalna głębokość (m) |
| ------------------------- | - | ----------------------------------- | ----------------- | ----------------------------------------- | ------------------ | -------------------------- | ------------------------ |
| Jezioro Genewskie         |   | Lac Léman, Lac de Genève, Genfersee | Genewskie         | Genewa, Vaud, Valais, (Francja)           | 580,03             | 372,0                      | 310                      |
| Jezioro Bodeńskie         |   | Bodensee                            | Bodeńskie         | Sankt Gallen, Turgowia, (Austria, Niemcy) | 536,00             | 395,6                      | 252                      |
| Neuchâtel                 |   | Lac de Neuchâtel, Neuenburgersee    | Neuchâtel         | Berno, Fryburg, Neuchâtel, Vaud           | 215,20             | 429,4                      | 153                      |
| Maggiore                  |   | Lago Maggiore                       | Maggiore          | Ticino, (Włochy)                          | 210,12             | 193,5                      | 372                      |
| Jezioro Czterech Kantonów |   | Vierwaldstättersee                  | Czterech Kantonów | Lucerne, Nidwalden, Obwalden, Schwyz, Uri | 113,72             | 433,6                      | 214                      |
| Jezioro Zuryskie          |   | Zürichsee                           | Zuryskie          | Sankt Gallen, Schwyz, Zurych              | 88,17              | 405,9                      | 136                      |
| Lugano                    |   | Ceresio, Lago di Lugano             | Lugano            | Ticino, (Włochy)                          | 48,67              | 270,5                      | 288                      |
| Thun                      |   | Thunersee                           | Thun              | Berno                                     | 47,74              | 557,8                      | 215                      |
| Bielersee                 |   | Lac de Bienne, Bielersee            | Bielersee         | Berno, Neuchâtel                          | 39,51              | 429,1                      | 74                       |
| Zug                       |   | Zugersee                            | Zug               | Lucerna, Schwyz, Zug                      | 38,41              | 413,6                      | 198                      |
| Brienz                    |   | Brienzersee                         | Brienz            | Berno                                     | 29,81              | 563,7                      | 260                      |
| Walensee                  |   | Walensee                            | Walensee          | Glarus, Sankt Gallen                      | 24,16              | 419,0                      | 150                      |
| Murtensee                 |   | Murtensee, Lac de Morat             | Murtensee         | Fryburg, Vaud                             | 22,80              | 429,2                      | 46                       |
| Sempachersee              |   | Sempachersee                        | Sempachersee      | Lucerna                                   | 14,36              | 503,8                      | 87                       |
| Sihlsee                   |   | Sihlsee                             | Sihlsee           | Schwyz                                    | 10,72              | 889                        | 23                       |
| Hallwilersee              |   | Hallwilersee                        | Hallwilersee      | Argowia, Lucerna                          | 10,21              | 448,7                      | 47                       |
| Lac de la Gruyère         | ↑ | Lac de la Gruyère                   | Gruyère           | Fryburg                                   | 9,60               | 677                        | 75                       |
| Joux i Brenet             | * | Lac de Joux et Lac Brenet           | Joux              | Vaud                                      | 9,56               | 1004                       | 34                       |
| Greifensee                |   | Greifensee                          | Greifensee        | Zurych                                    | 8,17               | 435,1                      | 34                       |
| Sarnersee                 |   | Sarnersee                           | Sarnen            | Obwalden                                  | 7,38               | 468,4                      | 52                       |
| Ägerisee                  |   | Ägerisee                            | Aegeri            | Zug                                       | 7,25               | 723,9                      | 82                       |
| Baldeggersee              |   | Baldeggersee                        | Baldeggersee      | Lucerne                                   | 5,24               | 463,0                      | 66                       |
| Lago di Livigno           | ↑ | Lago di Livigno                     | Livignio          | Gryzonia, (Włochy)                        | 4,71               | 1805                       | 119                      |
| Schiffenensee             | ↑ | Schiffenensee, Lac de Schiffenen    | Schiffenensee     | Fryburg                                   | 4,25               | 532                        | 38                       |
| Wägitalersee              | ↑ | Wägitalersee                        | Wägitalersee      | Schwyz                                    | 4,18               | 900                        | 65                       |
| Lago di Lei               | ↑ | Lago di Lei                         | Lei               | Gryzonia, (Włochy)                        | 4,12               | 1931                       | 133                      |
| Silsersee                 |   | Silsersee, Lej da Segl              |                   | Gryzonia                                  | 4,1                | 1797                       | 71                       |
| Lac des Dix               | ↑ | Lac des Dix                         | Dix               | Valais                                    | 3,65               | 2365                       | 227                      |
| Wohlensee                 | ↑ | Wohlensee                           | Wohlensee         | Berno                                     | 3,65               | 480                        | 20                       |
| Pfäffikersee              |   | Pfäffikersee                        | Pfäffikersee      | Zurych                                    | 3,3                | 536                        | 35                       |
| Klöntalersee              | * | Klöntalersee                        | Klöntalersee      | Glarus                                    | 3,29               | 847                        | 47                       |
| Lac d'Emosson             | ↑ | Lac d'Emosson                       | Emosson           | Valais                                    | 3,27               | 1930                       | 161                      |
| Silvaplanersee            |   | Silvaplanersee, Lej da Silvaplauna  |                   | Gryzonia                                  | 3,1                | 1790                       | 77                       |
| Lauerzersee               |   | Lauerzersee                         | Lauerzersee       | Schwyz                                    | 3,1                | 447                        | 14                       |
| Grimselsee                | ↑ | Grimselsee                          | Grimselsee        | Berno                                     | 2,63               | 1908                       | 100                      |
| Lungerersee               | * | Lungerersee                         | Lungerersee       | Obwalden                                  | 2,01               | 688                        | 68                       |
| Lac de Mauvoisin          | ↑ | Lac de Mauvoisin                    | Mauvoisin         | Valais                                    | 2,08               | 1961                       | 180                      |
| Lago di Poschiavo         | * | Lago di Poschiavo                   | Poschiavo         | Gryzonia                                  | 1,98               | 962                        | 85                       |
| Lai da Sontga Maria       | ↑ | Lai da Sontga Maria                 | Sontga Maria      | Gryzonia                                  | 1,77               | 1908                       | 86                       |
| Mattmarksee               | ↑ | Mattmarksee                         | Mattmarksee       | Valais                                    | 1,76               | 2197                       | 93                       |
| Lago di Vogorno           | ↑ | Lago di Vogorno                     | Vogorno           | Ticino                                    | 1,68               | 470                        | 204                      |
| Lac de Salanfe            | ↑ | Lac de Salanfe                      | Salanfe           | Valais                                    | 1,62               | 1925                       | 48                       |
| Zervreilasee              | ↑ | Zervreilasee                        | Zervreilasee      | Gryzonia                                  | 1,61               | 1862                       | 140                      |
| Lac de l'Hongrin          | ↑ | Lac de l'Hongrin                    | Hongrin           | Vaud                                      | 1,60               | 1255                       | 105                      |
| Lago Bianco               | * | Lago Bianco                         | Bianco            | Gryzonia                                  | 1,50               | 2234                       | 53                       |
| Lago Ritom                | * | Lago Ritom                          | Ritom             | Ticino                                    | 1,49               | 1850                       | 69                       |
| Oberaarsee                | ↑ | Oberaarsee                          | Oberaarsee        | Berno                                     | 1,47               | 2303                       | 90                       |
| Marmorera                 | ↑ | Lai da Marmorera                    | Marmorera         | Gryzonia                                  | 1,41               | 1680                       | 65                       |
| Lac de Moiry              | ↑ | Lac de Moiry                        | Moiry             | Valais                                    | 1,40               | 2249                       | 120                      |
| Limmernsee                | ↑ | Limmernsee                          | Limmernsee        | Glarus                                    | 1,36               | 1857                       | 122                      |
| Göscheneralpsee           | ↑ | Göscheneralpsee                     | Göscheneralpsee   | Uri                                       | 1,32               | 1792                       | 106                      |
| Lago di Luzzone           | ↑ | Lago di Luzzone                     | Luzzone           | Ticino                                    | 1,27               | 1606                       | 181                      |
| Klingnauer Stausee        | ↑ | Klingnauer Stausee                  | Klingnau          | Argowia                                   | 1,16               | 318                        | 8,5                      |
| Lago da l'Albigna         | ↑ | Lago da l'Albigna Lägh da l'Albigna | Albigna           | Gryzonia                                  | 1,13               | 2163                       | 108                      |
| Oeschinen                 | ↑ | Oeschinensee                        | Oeschinen         | Berno                                     | 1,11               | 1578                       | 56                       |
| Lago del Sambuco          | ↑ | Lago del Sambuco                    | Sambuco           | Ticino                                    | 1,11               | 1461                       | 124                      |

Uwagi:
↑ sztuczne jezioro
* jezioro naturalne używane jako zbiornik retencyjny